# Феи: Потерянное сокровище
«Феи: Потерянное сокровище» (англ. Tinker Bell and the Lost Treasure, дословно — «Динь-Динь и пропавшее сокровище») — полнометражный компьютерный мультфильм 2009 года, выпущенный компанией DisneyToon Studios на основе бренда Disney Fairies. Является продолжением мультфильма «Феи», вышедшего в 2008 году. Главная героиня мультфильма — фея Динь-Динь, впервые появившаяся в пьесе Дж. М. Барри «Питер Пэн, или Мальчик, который не хотел вырастать» и ставшая персонажем диснеевского мультфильма «Питер Пэн» (1953) и его сиквела «Питер Пэн 2: Возвращение в Нетландию» (2002).

## Сюжет
У фей есть Лунный Камень, который раз в восемь лет во время праздника преобразует лунный свет в волшебную пыльцу, которая необходима для омоложения Дерева Волшебной Пыльцы. Динь-Динь поручают изготовить подставку-скипетр для волшебного камня. Из-за своей вспыльчивости и несдержанности Динь умудряется разбить волшебный камень на множество осколков, поставив под угрозу существование всей цивилизации фей. Динь в ужасе, но случайно услышав легенду о волшебном зеркале, исполняющем желания, тайно собирается в путь.
Пройдя трудные испытания, она овладевает зеркалом. В самый ответственный момент вместо исправления своей ошибки она раздражается из-за светлячка, и камень остаётся разбитым. Динь возвращается домой. Её спасает друг Теренс, который советует ей вставить все же осколки в скипетр. К счастью, волшебная сила камня не потеряна, и на празднике счастливые феи получают урожай волшебной пыльцы.

## Начало и сиквелы
«Феи: Потерянное сокровище» является продолжением мультфильма «Феи», вышедшего в 2008 году.
DisneyToon Studios выпустила на DVD и Blu-ray ещё три полнометражных компьютерных мультфильма о приключениях Динь-Динь и её друзей:
- Феи: Волшебное спасение (осень 2010)
- Феи: Тайна зимнего леса (2012)
- Феи: Загадка пиратского острова (2014)

Также существует короткометражный мультфильм «Турнир долины фей», выпущенный в 2011 году.

## Роли озвучивали
| Актёр            | Роль       |
| ---------------- | ---------- |
| Мэй Уитман       | Динь-Динь  |
| Джесси Маккартни | Теренс     |
| Джейн Хоррокс    | Мария      |
| Люси Лью         | Серебрянка |
| Рэйвен-Симоне    | Иридесса   |
| Кристин Ченовет  | Розетта    |